# Dios le Guarde
Dios le Guarde – gmina w Hiszpanii, w prowincji Salamanka, w Kastylii i León, o powierzchni 16,34 km². W 2011 roku gmina liczyła 156 mieszkańców.